# Japanische Wisteria
Die Japanische Wisteria (Wisteria floribunda), meist Japanischer Blauregen genannt, ist eine Pflanzenart aus der Gattung Blauregen (Wisteria) innerhalb der Familie der Hülsenfrüchtler (Fabaceae). Sie ist eine beliebte Zierpflanze für Parks und Gärten.

## Beschreibung und Ökologie

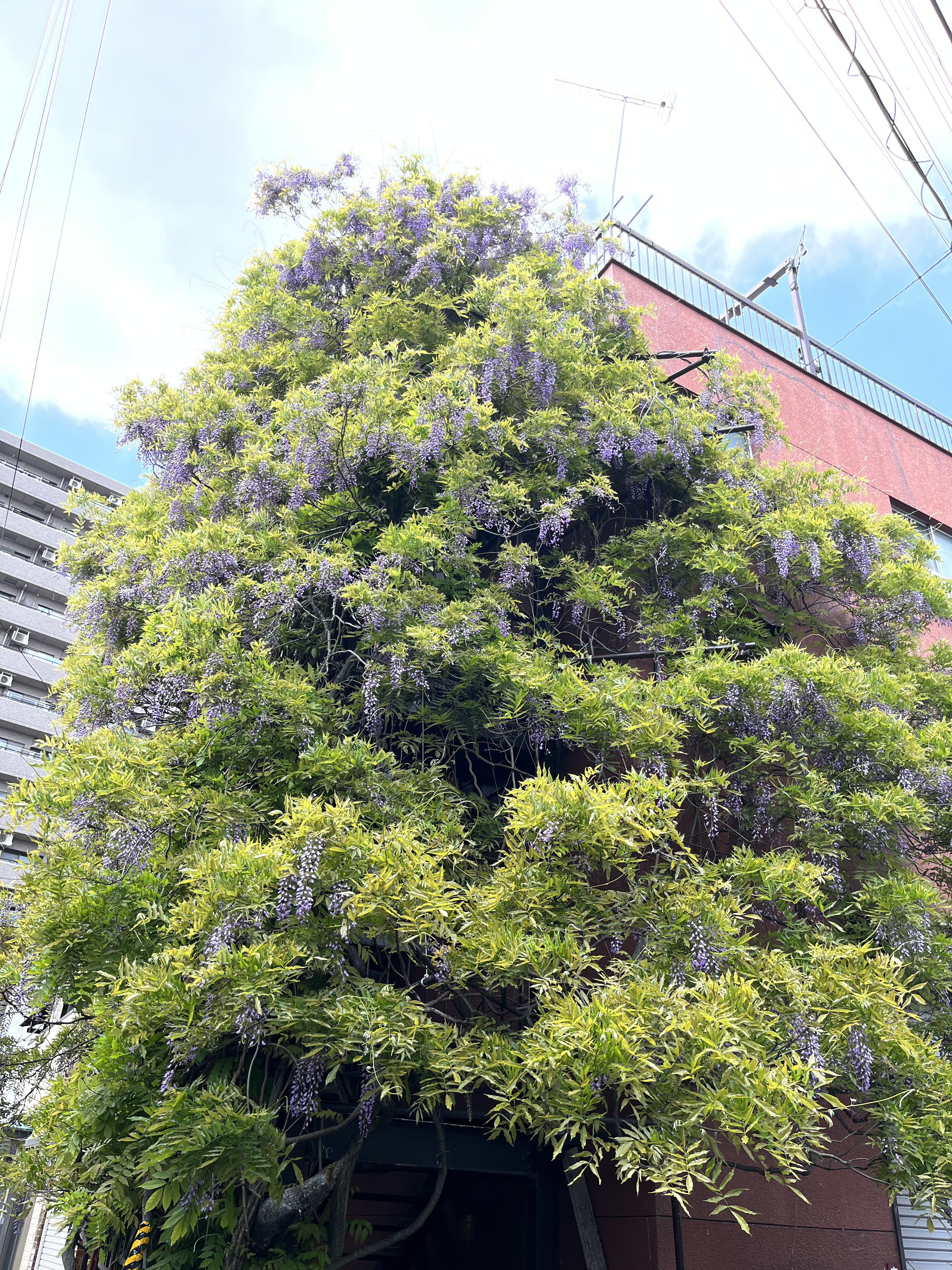
Habitus

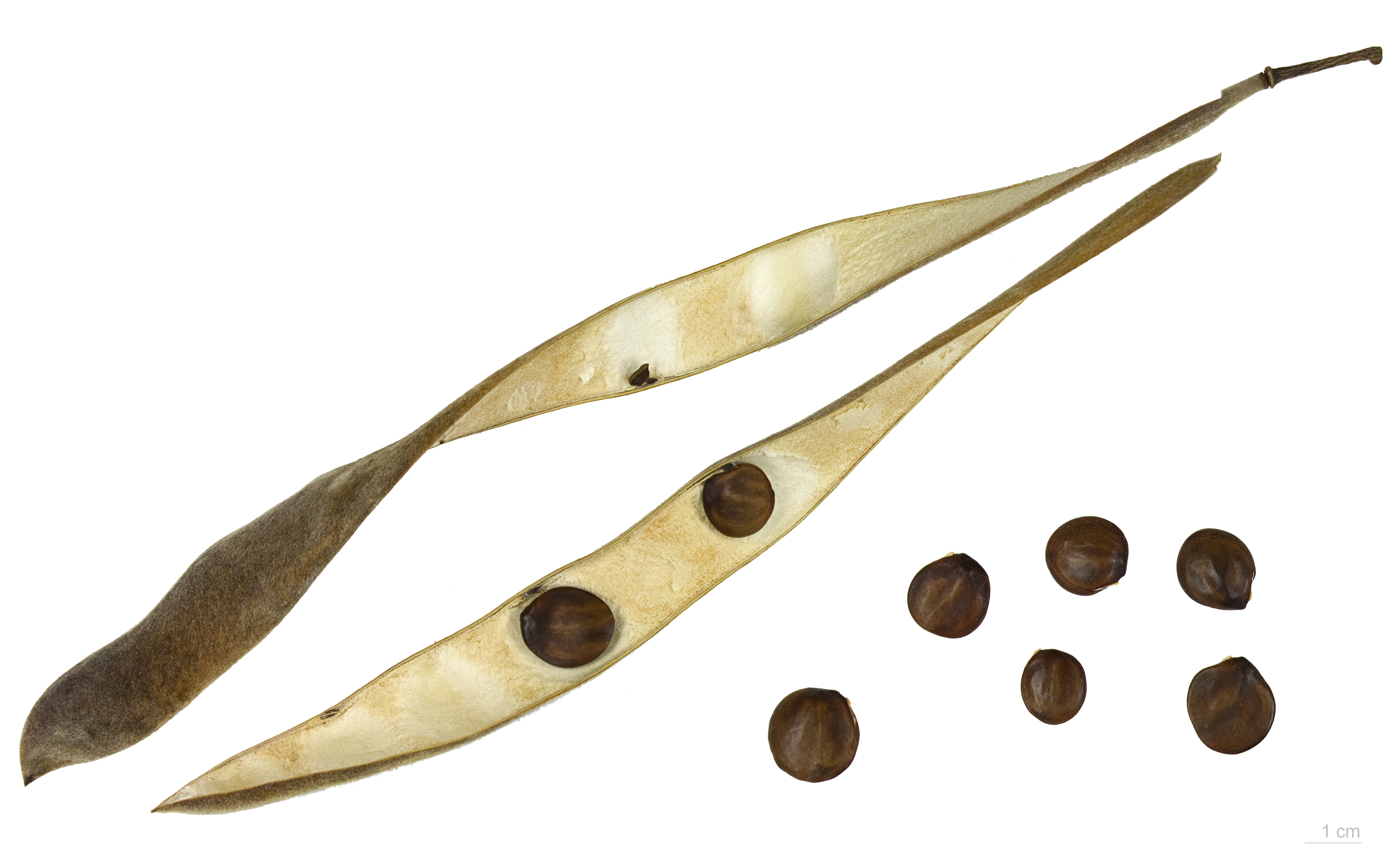
Offene Hülsenfrucht und Samen

### Vegetative Merkmale
Die Japanische Wisteria ist eine laubabwerfende, verholzende Kletterpflanze (Liane). Die vielen starken, rechtswindenden Stämme können über 30 Meter lang werden. Pflanzenexemplare erreichen oft ein Alter von über 50 Jahren.
Die wechselständig angeordneten Laubblätter weisen eine Länge von 10 bis 30 Zentimeter auf. Die glänzend dunkel-grünen, unpaarig gefiederten Blattspreiten besitzen 9 bis 13 Fiederblättchen. Die ganzrandigen Fiederblättchen sind bei einer Länge von 2 bis 6 Zentimeter länglich.

### Generative Merkmale
Das Blühverhalten der Japanischen Wisteria ist wahrscheinlich das spektakulärste aller Arten der Gattung Wisteria: Sie besitzt mit 0,3 bis über 1,2 Meter die längsten traubigen Blütenstände aller Wisteria-Arten mit vielen Blüten. Die Blütezeit liegt hauptsächlich zwischen Anfang und Mitte des Frühlings. Die frühe Blütezeit der Japanischen Wisteria kann in gemäßigtem Klima problematisch sein, da Spätfrost die knospenden Blütenstände zerstören kann. Dazu kommt, dass diese Wisterie erst nach dem Durchlaufen des Jugendstadiums blüht, was wie bei der Chinesischen Wisteria aus der gleichen Gattung viele Jahre dauern kann.
Die je nach Sorte weißen, violetten oder blauen Blüten verströmen einen ausgeprägten Duft ähnlich dem von Weintrauben. Die duftende und dekorative, zwittrige, fünfzählige Schmetterlingsblüte ist zygomorph und 1,5 bis 2,0 Zentimeter lang. Die fünf Zipfel des verwachsenblättrigen Kelches sind ungleich. Die fünf Kronblätter sind je nach Sorte violett bis blau oder weiß. Die Fahne ist groß und senkrecht gestellt. Die Flügel sind sichelförmig. Die Flügel sind nicht mit dem Schiffchen verwachsen.
Es werden zahlreiche grau-samtene, bohnenartige, giftige Hülsenfrüchte gebildet, welche im Sommer reifen und bis in den Frühling hängen bleiben; sie sind 10 bis 15 Zentimeter lang. Auf starke Besonnung hin öffnen sie sich mit einem Knall und schleudern die runzelig-flachen Samen in größere Entfernung.

## Taxonomie und Botanische Geschichte
Die Japanische Wisteria wurde 1860 von George Rogers Hall von Japan in die USA gebracht.
Die Erstbeschreibung erfolgte 1802 unter dem Namen (Basionym) Glycine floribunda durch Carl Ludwig Willdenow in Species Plantarum, 4. Auflage, Band 3, Teil 2, Seite 1066. Die Neukombination zu Wisteria floribunda (Willd.) DC. wurde 1825 durch Augustin Pyramus de Candolle in Prodromus Systematis Naturalis Regni Vegetabilis …, Band 2, Seite 390 veröffentlicht.

## Bilder

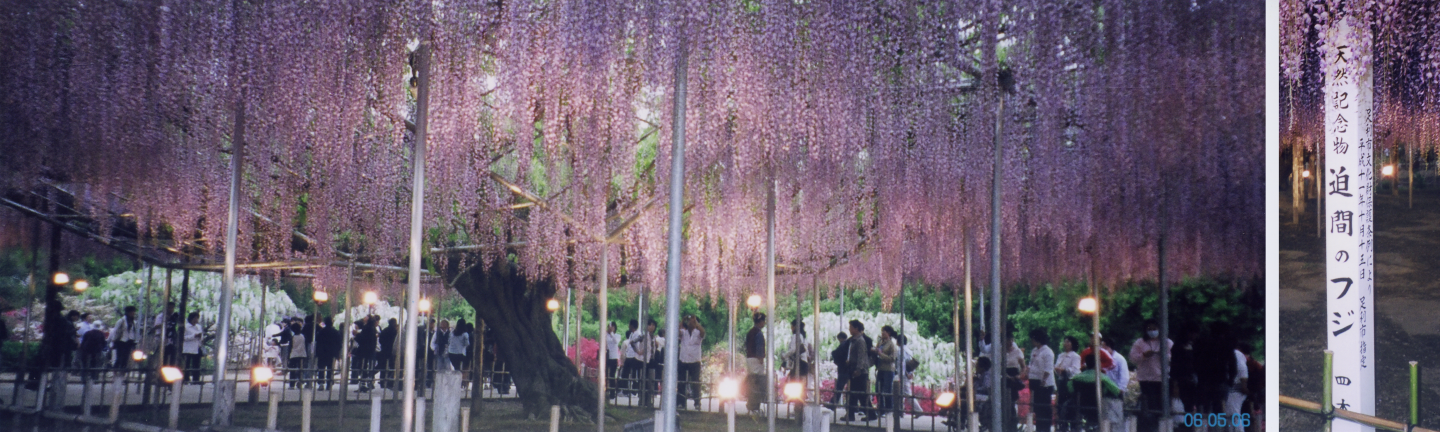
Größte Wisteria Japans mit etwa 160 000 Blütenständen, gepflanzt 1875

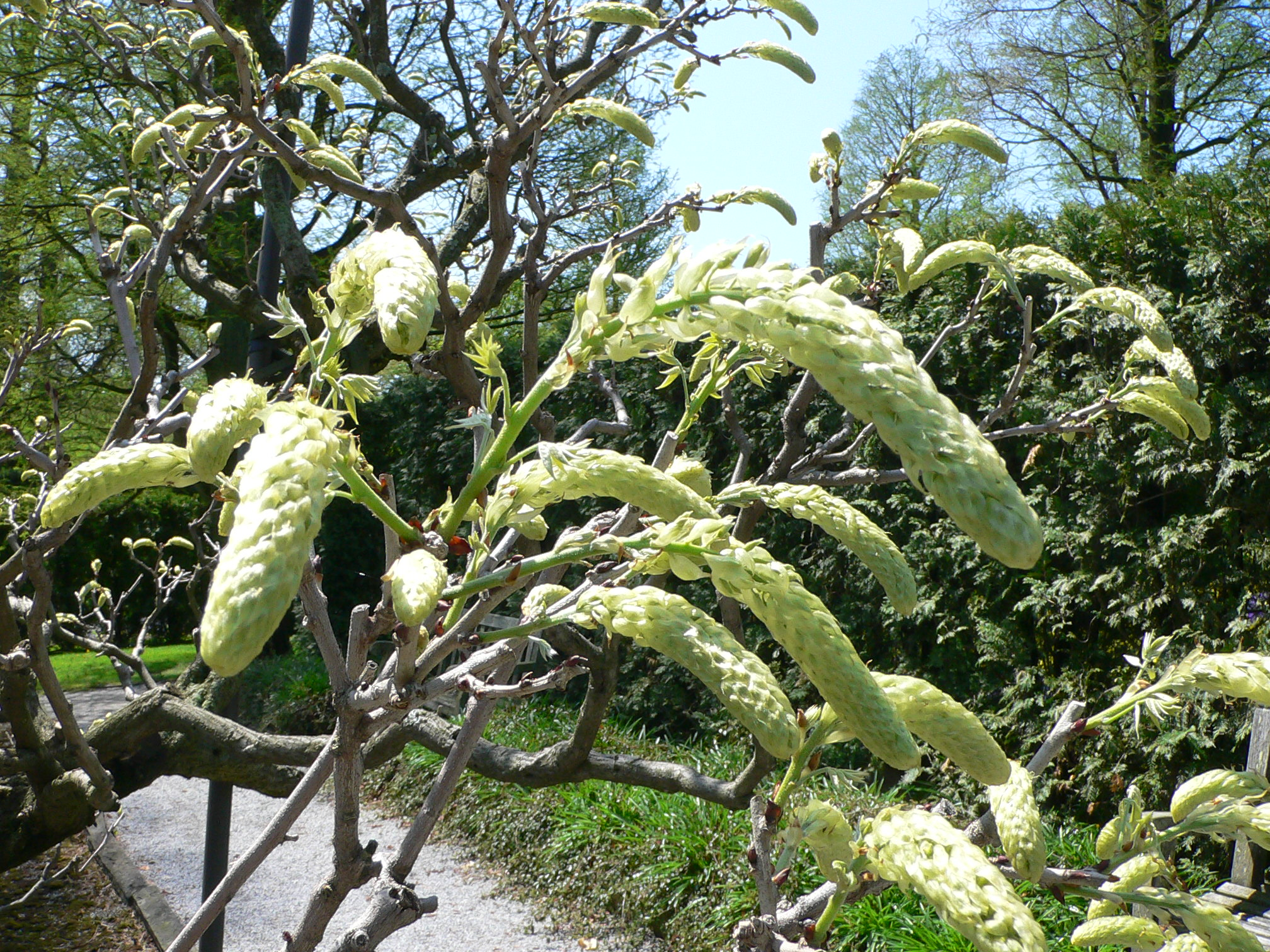
Blütentrauben im knospenden Stadium
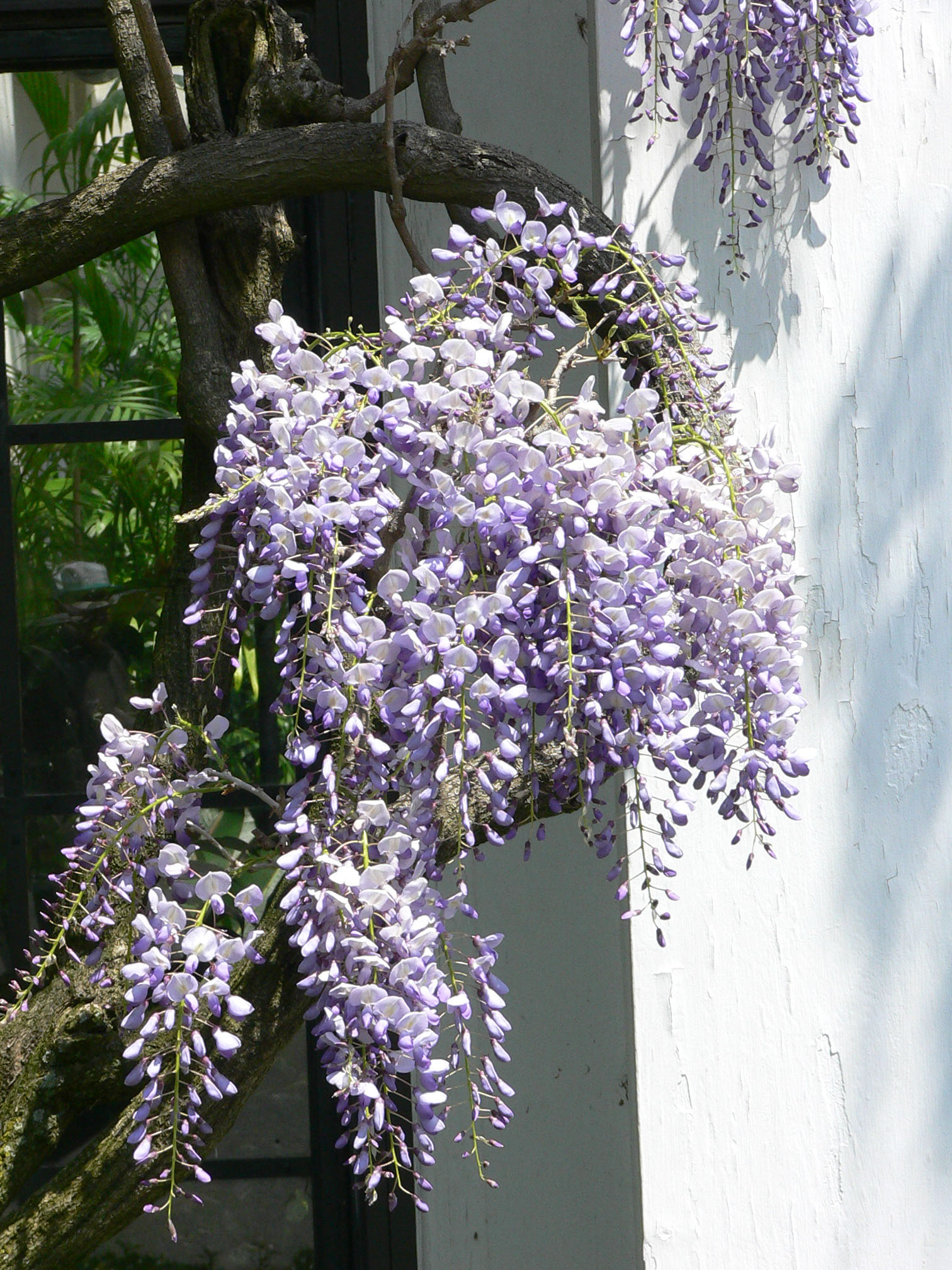
Hängender Blütenstand
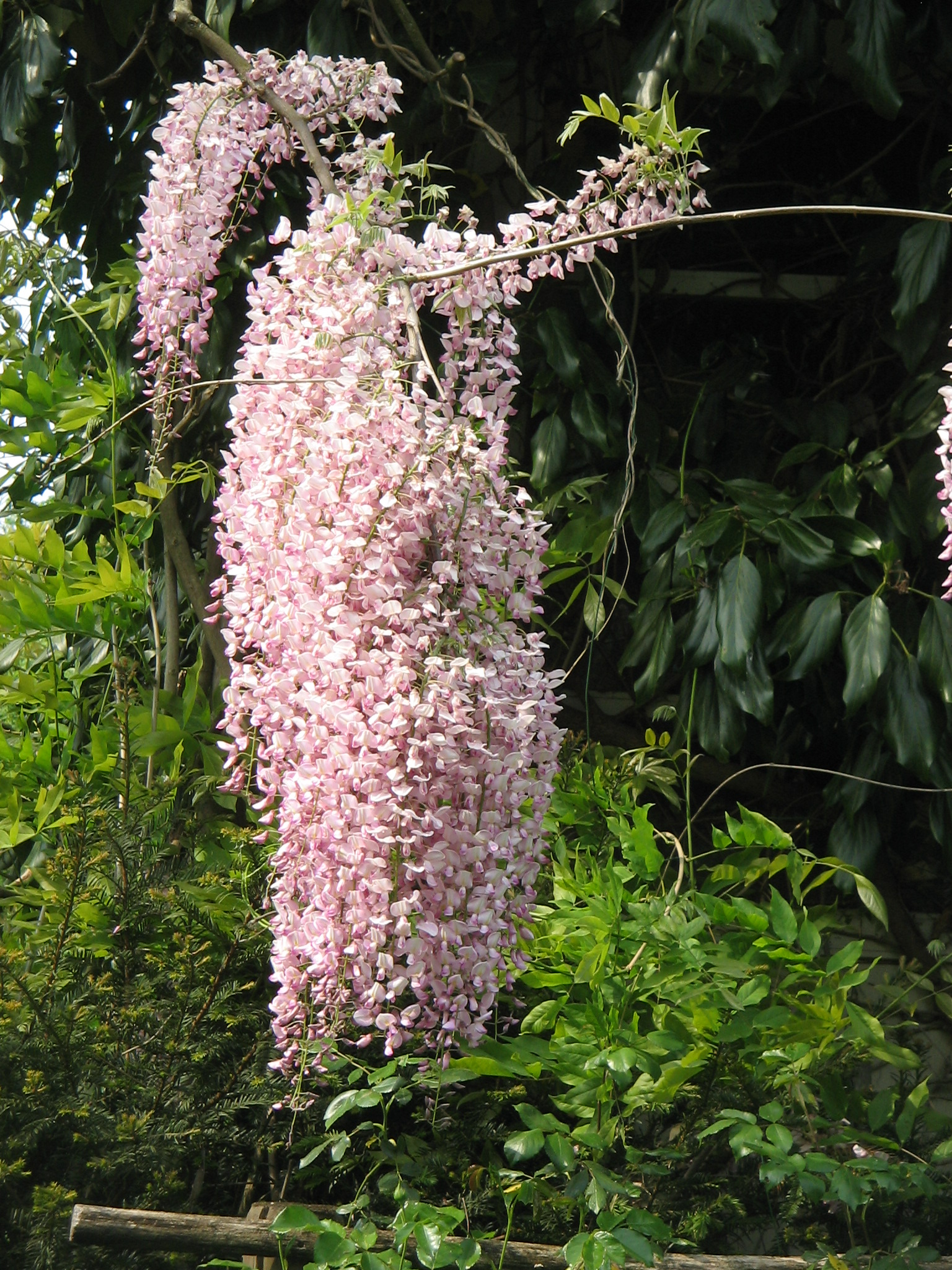
Rosa blühende Wisteria

## Sorten derWisteria floribunda(Auswahl)
- ‘Alba’ – weiße Blüten

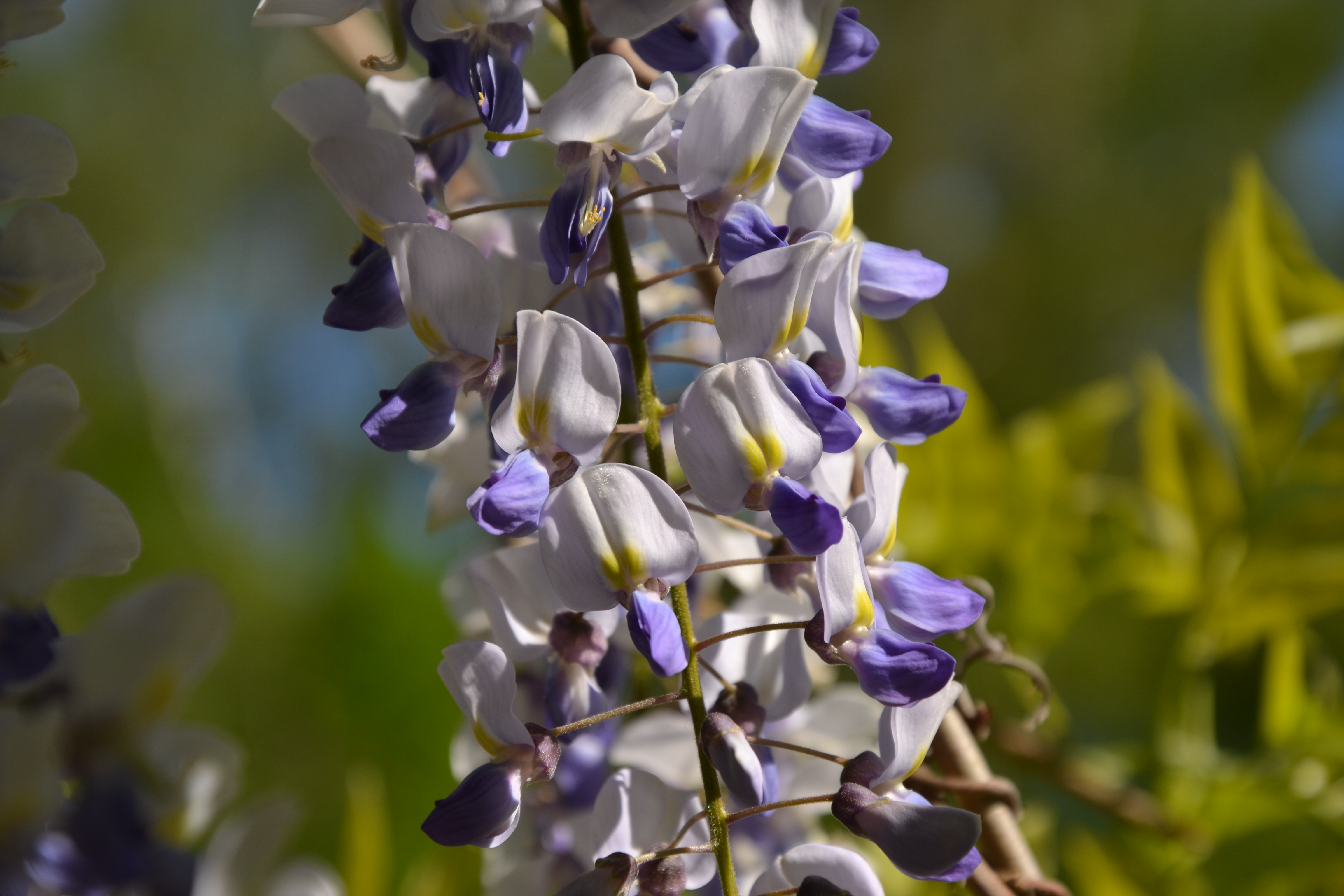
Blüten im Detail

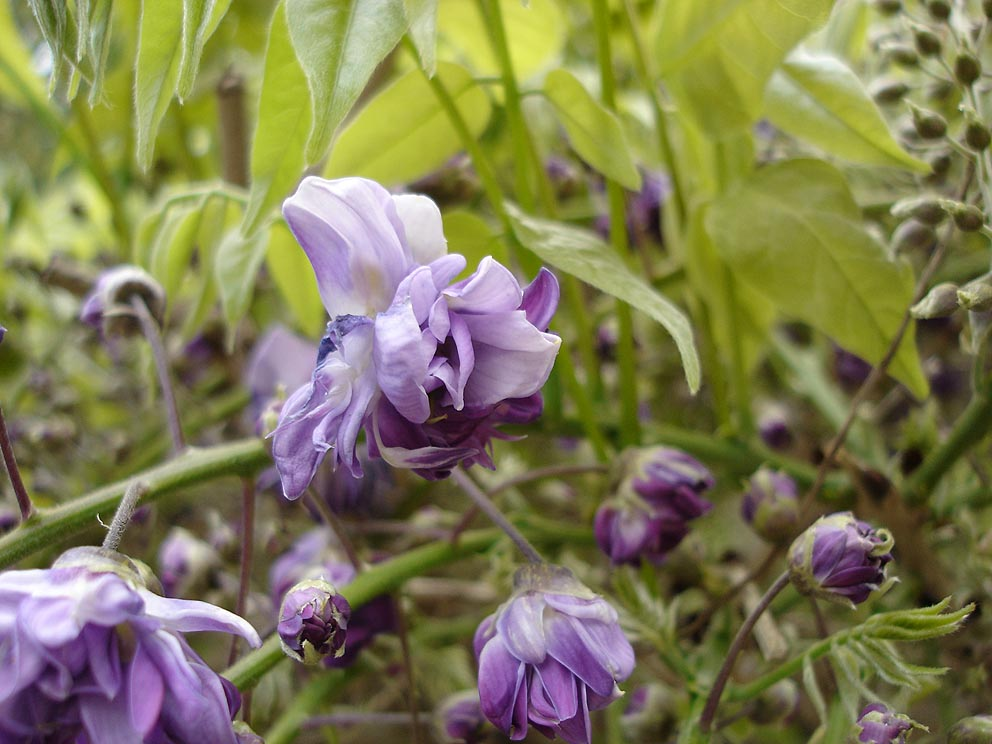
Gefülltblühende Sorte: Violacea Plena‘’

- ‘Carnea’ – fleischfarben-pinke Blüten
- ‘Issai Perfect’ – weiße Blüten wenn die Pflanze noch jung ist
- ‘Ivory Tower’ – zahlreiche, duftende, weiße Blüten
- ‘Lawrence’ – blaue Blüten, winterfeste Sorte
- ‘Longissima’ – leicht violette Blüten, sehr lange Cluster
- ‘Longissima Alba’ – weiße Blüten in Clustern, die bis zu einem halben Meter lang werden
- ‘Macrobotrys’ – rötlich-violette Blütenstände, ein Meter oder mehr lang
- ‘Macrobotrys Cascade’ – weiße und pink-violette Blüten, starkes Wachstum
- ‘Plena’ – gefüllte, blaue Blüten in dichten Clustern
- ‘Praecox’ – blau-violette Blüten, Zwergvariante
- ‘Purpurea’ – violette Blüten
- ‘Rosea’ – blassrosane Blüten mit violetten Spitzen, 45 cm lang
- ‘Royal Purple’ – violette Blüten
- ‘Rubra’ – intensiv pinke bis rote Blüten
- ‘Snow Showers’ – weiße Blüten mit fliederfarbener Tönung
- ‘Texas Purple’ – violette Blüten während die Pflanze noch jung ist
- ‘Violacea Plena’ – gefüllte, violette, rosettenförmige Blüten

## Nutzung

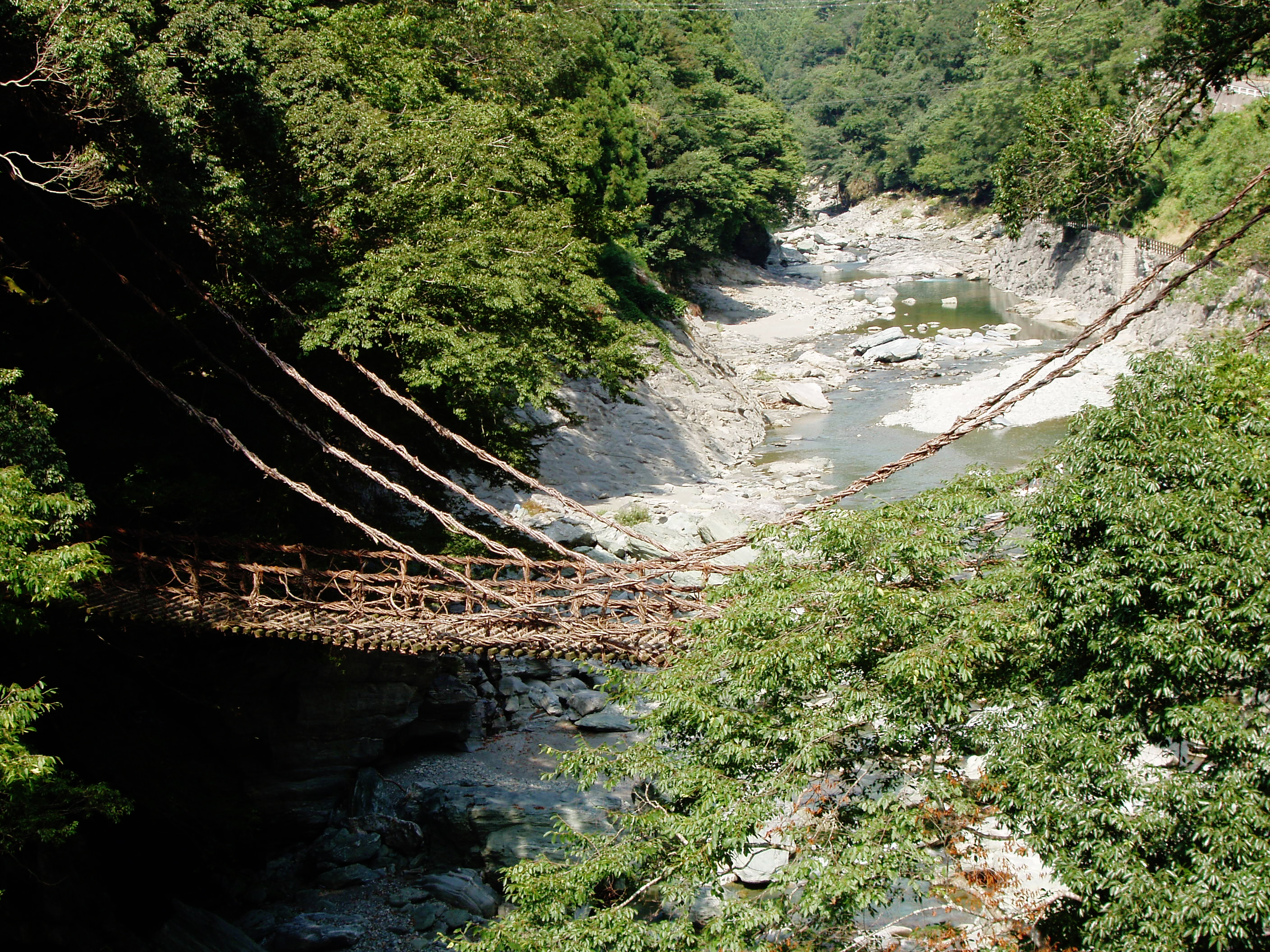
Aus Schlingtrieben hergestellte „Kazura-Brücke“ im Iya-Tal

Die Japanische Wisteria wird in Europa fast ausschließlich als Zierpflanze genutzt. Das Gift in den Samen ist nicht thermostabil, durch Kochen oder Rösten werden diese genießbar. Geröstete Samen erinnern geschmacklich an Esskastanien. Junge Triebe und Blüten werden ebenfalls gekocht verwendet, manchmal als Tee-Ersatz. Aus der Borke werden Seile und Sandalen hergestellt, das Holz wird auch verarbeitet. Im japanischen Iya-Tal (Präfektur Tokushima) wurden zum Überqueren von Flüssen Brücken aus den Schlingtrieben der Japanischen Wisteria gebaut. Hierzu wurden die Lianen zusammengeflochten, nachdem sie eine ausreichende Länge erreicht hatten und Holzplanken hinzugefügt.

## Poesie
Von dem japanischen Waka-Dichter Ōshikōchi no Mitsune (凡河内 躬恒), der etwa von 898–922 lebte, stammt ein Gedicht, in dem "Fuji" der Name für die Japanische Wisteria ist:
So wie die Woge am Strand,

So kehren die Leute stets wieder;

Wandeln am Hause vorbei

Staunen die Fuji sie an.